# Acropimpla facinotata
Acropimpla facinotata är en stekelart som beskrevs av Baltazar 1961. Acropimpla facinotata ingår i släktet Acropimpla och familjen brokparasitsteklar. Inga underarter finns listade i Catalogue of Life.